# Erythrodiplax famula
Erythrodiplax famula is een libellensoort uit de familie van de korenbouten (Libellulidae), onderorde echte libellen (Anisoptera).
De wetenschappelijke naam Erythrodiplax famula is voor het eerst geldig gepubliceerd in 1848 door Erichson.